# 오산대역 세교 자이
오산대역 세교 자이(영어:  Osan Collage Stn. Segyo Xi)은 대한민국 경기도 오산시 내삼미동에 위치한 대규모 아파트 단지이다. 14개동, 1,110세대이다.